# Piasecki X-49
Piasecki X-49 "SpeedHawk" je eksperimentalni dvomotorni žirodin helikopter, ki ga razvija ameriški Piasecki Aircraft. X-49A uporablja trup od YSH-60F Seahawk. Glavni rotor ima štiri krake, pri straneh ima tudi majhna krilca, ki prispevajo k vzgonu med letom naprej. Za večjo potovalno hitrost ima na repu propeler z okvirjem (VTDP - vectored thrust ducted propeller). Namen projekta je uporabljati tehnologijo VTDP na vojaškem žirodin helikopterju, ki bi imel večjo hitrost, dolet in uporabni tovor.